# Labastide-de-Virac
Labastide-de-Virac è un comune francese di 230 abitanti situato nel dipartimento dell'Ardèche della regione dell'Alvernia-Rodano-Alpi.

## Società

### Evoluzione demografica
Abitanti censiti